# Camille Chamoun

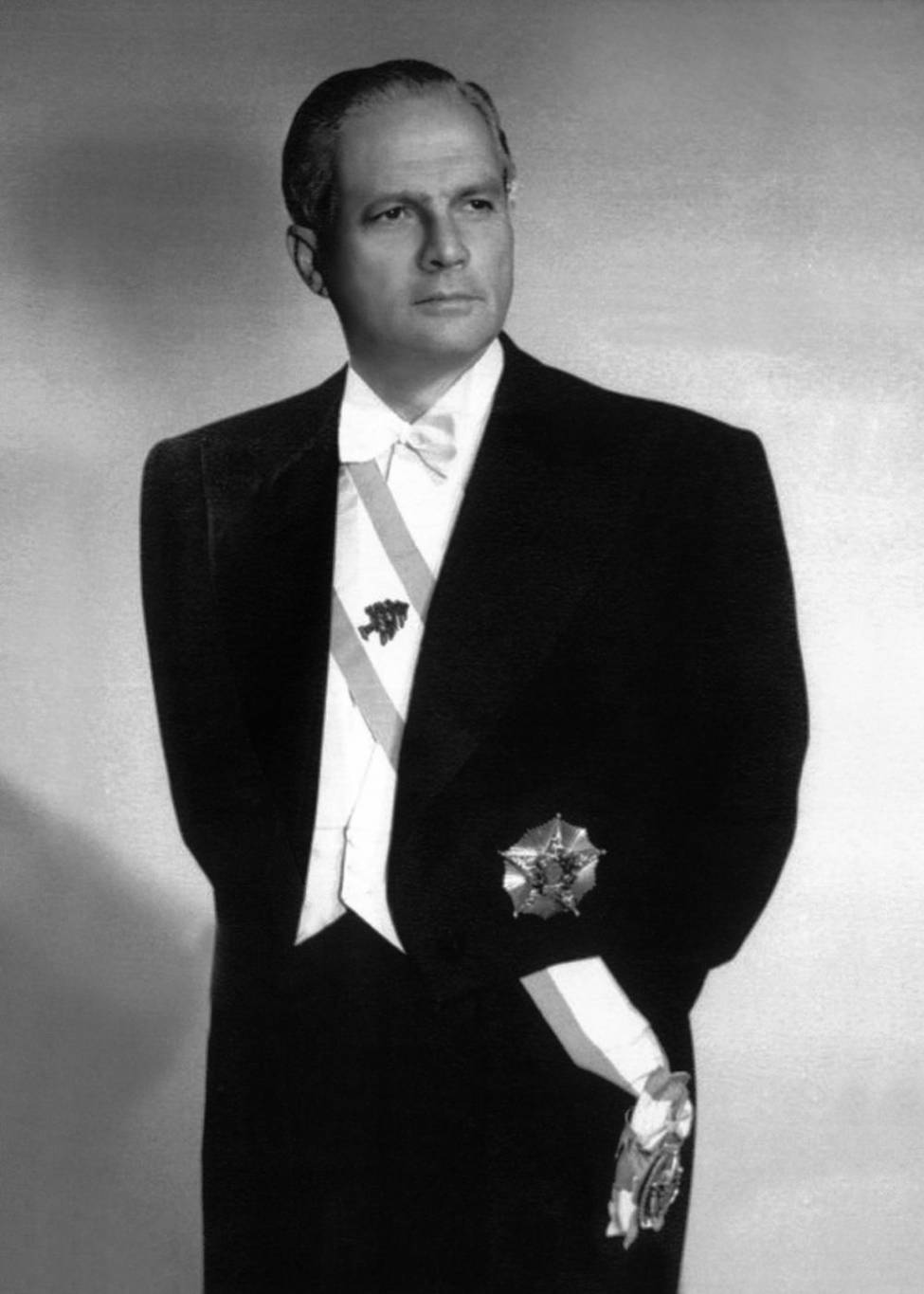
Camille Chamoun

Camille Nimr Chamoun (arabisch كميل نمر شمعون, DMG Kamīl Nimr Šamʿūn; * 3. April 1900 in Dair el-Qamar; † 7. August 1987 in Beirut) war Präsident des Libanon von 1952 bis 1958 und ein christlicher Führer während des libanesischen Bürgerkriegs.

## Frühe Jahre
Camille Nimr Chamoun wurde als Mitglied einer prominenten maronitischen Familie geboren. So war sein Onkel Auguste Adib Pacha z. B. zweimaliger Premierminister des Landes. Chamoun wurde Rechtsanwalt und wurde 1934 erstmals in die Nationalversammlung gewählt. 1937 und 1943 wurde er wiedergewählt; im Jahr 1943 erfolgte zudem die Ernennung zum Innenminister. Er favorisierte die Unabhängigkeit von Frankreich und wurde am 11. November 1943 verhaftet und im Rashaia-Turm für elf Tage inhaftiert, zusammen mit Béchara el-Khoury und Riad as-Solh, welche die ersten Präsidenten bzw. Ministerpräsidenten des unabhängigen Libanon werden sollten. Massive öffentliche Proteste führten am 22. November 1943 zu ihrer Freilassung; dieser Tag wird seitdem als libanesischer Unabhängigkeitstag gefeiert.
Chamoun wurde 1947 und 1951 erneut in die Nationalversammlung gewählt. Er war oft abwesend, da er von 1944 bis 1946 auch Botschafter des Libanon in Großbritannien und danach Gesandter bei den Vereinten Nationen war.

## Aufstand von 1958
Als Präsident Bechara el-Khoury aufgrund politischer Korruptionsbeschuldigungen 1952 zum Rücktritt gezwungen war, wurde Chamoun gewählt, um ihn zu ersetzen. Gegen Ende seiner Amtszeit versuchten Pan-Arabisten und andere von Gamal Abdel Nasser gestützte Gruppen mit Unterstützung durch die politisch benachteiligte Gruppe der sunnitischen Moslems die Regierung Chamouns im Juni 1958 abzusetzen. Chamoun bat die Vereinigten Staaten um Hilfe und amerikanische Marines landeten in Beirut. Der Aufstand wurde niedergeschlagen. Um den sunnitischen Zorn zu beruhigen, wurde General Fuad Schihab zu seinem Nachfolger gewählt, da dieser in der moslemischen Gemeinschaft eine beachtliche Popularität genoss. Der amerikanische Diplomat Robert Murphy wurde als persönlicher Beauftragter von Präsident Dwight D. Eisenhower in den Libanon geschickt und spielte eine wesentliche Rolle, Chamoun vom Rücktritt zu überzeugen.

## Gründung der NLP
Nach seinem Rücktritt gründete Chamoun die National-Liberale Partei (al-Ahrar). Als Vorsitzender dieser Partei wurde er 1960 wieder in die Nationalversammlung gewählt. Im Jahre 1964 wurde er aufgrund von Änderungen der Grenzen seines Wahlkreise, die seine Anhänger als unzulässiges Gerrymandering bezeichneten, besiegt, jedoch wurde er 1968 und dann 1972 erneut in das Parlament gewählt. Die Wahlen von 1972 waren die letzten, die während seines Lebens stattfanden. Nach den Wahlen von 1968 hatte die National-Liberale Partei elf der 99 Sitze gewonnen und war damit die größte Parlamentsfraktion in dem notorisch zersplitterten Parlament geworden. Sie war die einzige libanesische Partei, für die Vertreter aller wichtigen Konfessionen gewählt wurden.

## Bürgerkrieg
Während der 1970er- und 1980er-Jahre bekleidete Chamoun verschiedene Ministerämter. In den Bürgerkrieg war er durch die Miliz der Partei, der Tiger-Miliz verwickelt (auf Arabisch bedeutet nimr Tiger). In der frühen Phase des Bürgerkrieges war er ein Mitbegründer der Libanesischen Front, einer Koalition meist christlicher Politiker und Parteien, deren vereinigte Miliz unter dem Namen Forces Libanaises bekannt wurde. Von 1976 bis 1978 war Chamoun Vorsitzender der Front, die von der Kataeb-Partei dominiert wurde.
Obwohl er anfänglich auf Syrien ausgerichtet war und 1976 die syrische Armee zur Intervention gegen die linksgerichtete moslemische Libanesische Nationalbewegung (LNM) und deren palästinensische Verbündete aufforderte, tendierte Chamoun dann zu einer Ablehnung der syrischen Präsenz. Im Jahre 1980 wurde die Miliz der NLP durch einen Angriff von Chamouns christlichen Rivalen Bachir Gemayel vernichtet und die LF unter dessen Kommando unterworfen. Nach der israelischen Invasion im Jahre 1982 entschied sich Chamoun für eine taktische Kooperation mit Israel, um dem, was er für eine syrische Besetzung hielt, entgegenzuwirken.

## Tod und Vermächtnis
Im Jahre 1984 trat Chamoun als stellvertretender Ministerpräsident in eine Regierung der nationalen Einheit ein und hielt diese Funktion bis zu seinem Tod; außerdem war er Finanzminister in diesem Kabinett. Am 7. Januar 1987 wurde auf ihn erfolglos ein Attentat verübt, bei dem durch eine Autobombe in Beirut vier Personen getötet wurden. Chamoun starb im gleichen Jahr an einem Herzanfall.
Er galt in seiner politischen Zeit als harter Gegner syrischen Einflusses im Libanon, infolge dessen es zu blutigen Machtkämpfen im Land kam. Ferner galt er als einer der wichtigen christlichen Nationalisten des Libanon und war einer der letzten einflussreichen Vorkriegspolitiker des Landes während des Bürgerkrieges, bei dem sonst jüngere Milizkommandeure und Warlords an Einfluss gewannen.
Camille Chamoun hinterließ zwei Söhne, Dany Chamoun (1990 ermordet) und Dory Chamoun, die ebenfalls Politiker wurden.